# Hernals
Hernals () è il diciassettesimo distretto di Vienna, in Austria.